# Nicholas A’Hern
Nicholas Mark „Nick” A’Hern (ur. 6 stycznia 1969 w Swansea) – australijski lekkoatleta, chodziarz, dwukrotny mistrz igrzysk Wspólnoty Narodów, trzykrotny olimpijczyk.
Urodził się w Walii, ale reprezentował Australię.

## Kariera sportowa
Zajął 7. miejsce w chodzie na 10 000 metrów na mistrzostwach świata juniorów w 1988 w Sudbury
Startując w konkurencji seniorów został zdyskwalifikowany w eliminacjach chodu na 5000 metrów na halowych mistrzostwach świata w 1991 w Sewilli. Zajął 20. miejsce w chodzie na 20 kilometrów na mistrzostwach świata w 1991 w Tokio, 22. miejsce na tym dystansie na igrzyskach olimpijskich w 1992 w Barcelonie oraz 24. miejsce, również w chodzie na 20 kilometrów, na mistrzostwach świata w 1993 w Stuttgarcie.
Zdobył złoty medal w chodzie na 30 kilometrów na igrzyskach Wspólnoty Narodów w 1994 w Victorii, wyprzedzając Tima Berretta z Kanady i Scotta Nelsona z Nowej Zelandii. Zajął 11. miejsce w chodzie na 20 kilometrów na mistrzostwach świata w 1995 w Göteborgu.
Na igrzyskach olimpijskich w 1996 w Atlancie A’Hern zajął 4. miejsce w chodzie na 20 kilometrów, a na mistrzostwach świata w 1997 w Atenach 18. miejsce w tej konkurencji.
Zwyciężył w chodzie na 20 kilometrów na igrzyskach Wspólnoty Narodów 1998 w Kuala Lumpur przed Kanadyjczykiem Arturo Huertą i swym kolegą z reprezentacji Australii Nathanem Deakesem. Zajął 26. miejsce na tym dystansie na mistrzostwach świata w 1999 w Sewilli i 10. miejsce na igrzyskach olimpijskich w 2000 w Sydney.
Pięciokrotnie startował w pucharze świata, zawsze w chodzie na 20 kilometrów, zajmując następujące miejsca: 1991 w San Jose – 15. miejsce,  1993 w Monterrey – 13. miejsce, 1995 w Pekinie – 15. miejsce, 1997 w Poděbradach – 12. miejsce i 1999 w Mézidon-Canon – nie ukończył.
Mistrz Australii w chodzie na 5000 metrów od 1990/1991 do 1997/1998, w chodzie na 20 kilometrów w latach 1995–1998 i w chodzie na 30 kilometrów w 1994, a także wicemistrz w chodzie na 5000 metrów w 1989/1990 i w chodzie na 20 kilometrów w 1990, 1999 i 2000.

## Rekordy życiowe
A’Hern miał następujące rekordy życiowe:
- chód na 3000 metrów – 11:11,45 (7 lutego 1991, Melbourne)
- chód na 5000 metrów – 18:51,39 (20 lutego 1998, North Shore City)
- chód na 10 000 metrów – 39:10,10 (13 stycznia 1991, Sydney)
- chód na 20 000 metrów – 1:20:12,00 (8 maja 1993, Fana)
- chód na 20 kilometrów – 1:19:33 (15 grudnia 1990, Melbourne)